# Bernard Rose
Bernard Rose  (nascut el 1960 a Londres) és un cineasta anglès, considerat un pioner de la realització de cinema digital. És conegut per dirigir les pel·lícules de terror La casa de paper (1988) i Candyman (1992), els romanços històrics Amor immortal (1994) i Anna Karènina (1997), i el drama independent Ivans xtc (2000), pel quel afou nominat al Independent Spirit al millor director i al Independent Spirit John Cassavetes. També va estar nominada al Grand Prix des Amériques i al Premi Orizzonti. A les seves pel·lícules treballa freqüentmen amb els actors Danny Huston i Tony Todd. En la dècada del 1980 va dirigir vídeos musicals dels grups UB40, Frankie Goes to Hollywood i Bronski Beat.

## Vida i carrera
Rose va néixer a Londres, fill d'un pare que va néixer jueu i d'una mare que s'havia convertit al judaisme. La seva mare era néta del comte Jellicoe. Va començar a fer pel·lícules de super 8 quan tenia 9 anys. El 1975, va guanyar un concurs de cinema amateur organitzat per la BBC que va portar a la difusió de les seves obres. Va treballar per a Jim Henson a l'última temporada de The Muppet Show i després de nou a The Dark Crystal el 1981. Va assistir a National Film and Television School i es va graduar el 1982 amb un Màster en realització de cinema. Després d'això, va passar a dirigir vídeos musicals per a MTV, un dels quals va ser la versió sense censura de l'èxit de Frankie Goes To Hollywood "Relax".
Poc després de la seva producció de vídeos musicals, va passar a dirigir telefilms britànics com Prospects i finalment el 1988 va dirigir el seu primer llargmetratge important, La casa de paper. Rose va obtenir la seva gran oportunitat internacional amb Candyman de 1992, que des de llavors s'ha vist com un clàssic de culte. Posteriorment, Rose va escriure i dirigir Amor immortal, sobre la vida i els amors de Ludwig van Beethoven, així com un remake d’Anna Karènina de Lev Tolstoi.
El 2012, Rose va dirigir Two Jacks, un drama basat en el conte de Lev Tolstoi "Dos hússars", protagonitzat per Sienna Miller i Danny Huston. El mateix any, va llançar Boxing Day, una altra adaptació de Tolstoi amb Huston com a protagonista per a un total de quatre de la parella (després de Ivans Xtc i The Kreutzer Sonata). El 2014, Rose va dirigir el drama musical The Devil's Violinist. va ser seguida d'una adaptació contemporània de Frankenstein de Mary Shelley. Rose va dirigir Samurai Marathon (2019), una obra de drama històric de producció japonesa, i el drama estatunidenc Traveling Light (2021).
El 2023, Rose va ser anunciat com a escriptor/director de Relax, una pel·lícula musical biopic sobre Frankie Goes to Hollywood, basada l’autobiografia del cantant principal Holly Johnson de 1994 A Bone in My Flute, i protagonitzada per Callum Scott Howells com a Johnson. Relax, que serà produïda per Working Title Films, continua l'associació de Rose amb Frankie Goes to Hollywood després de dirigir els vídeos musicals de les cançons de la banda "Relax" (1983) i "Welcome to the Pleasuredome" (1985) .
Rose és una col·laborador freqüent de l'actor i cineasta Danny Huston. Rose també ha contribuït a les websèries Trailers from Hell.

## Filmografia

### Cinema
| Any  | Títol                    | Director | Escriptor | Productor | Notes |
| ---- | ------------------------ | -------- | --------- | --------- | --- |
| 1986 | Smart Money              | Sí       | No        | No        | |
| 1987 | Body Contact             | Sí       | No        | No        | |
| 1988 | La casa de paper         | Sí       | No        | No        | Premi Golden Raven BIFFF Premi especial del jurat (Fantasporto) Nominat- Premi internacional de cinema fantàstic de Fantasporto                                                                                       |
| 1990 | El gàngster i la corista | Sí       | No        | No        | |
| 1992 | Candyman                 | Sí       | Sí        | No        | Premi del públic del Festival de cinema fantàstic d'Avoriaz Gran premi del Festival de cinema fantàstic d'Avoriaz Nominada- Premi Saturn al millor guió Nominada- Premi Internacional de Cinema Fantastic Fantasporto |
| 1992 | Inside Out III           | Sí       | Sí        | No        | Segment: "Cafe L'Amour" |
| 1992 | Inside Out IV            | Sí       | Sí        | No        | Segment: "Save the Wetlands" |
| 1994 | Amor immortal            | Sí       | Sí        | No        | |
| 1997 | Anna Karènina            | Sí       | Sí        | No        | |
| 2000 | Ivans xtc                | Sí       | Sí        | No        | Nominada al Independent Spirit al millor director Nominada al Independent Spirit John Cassavetes |
| 2005 | Snuff-Movie              | Sí       | Sí        | No        | També director de fotografia |
| 2008 | The Kreutzer Sonata      | Sí       | Sí        | No        | |
| 2010 | Mr. Nice                 | Sí       | Sí        | No        | |
| 2012 | Two Jacks                | Sí       | Sí        | No        | Nominada als Hollywood Discovery Award a la millor pel·lícula Nominada- Grand Prix des Amériques |
| 2012 | Boxing Day               | Sí       | Sí        | No        | Nominada al Premi Orizzonti |
| 2013 | Sx_Tape                  | Sí       | No        | No        | |
| 2013 | The Devil's Violinist    | Sí       | Sí        | No        | |
| 2015 | Frankenstein             | Sí       | Sí        | No        | Premi BIFFF Golden Raven |
| 2019 | Samurai Marathon         | Sí       | Sí        | No        | Pel·lícula japonesa |
| 2021 | Traveling Light          | Sí       | Sí        | Sí        | |
| TBA  | Lear Rex                 | Sí       | Sí        | No        | En rodatge |

### Televisió
| Any  | Títol     | Director | Escriptor | Productor | Notes      |
| ---- | --------- | -------- | --------- | --------- | ---------- |
| 1986 | Prospects | Sí       | No        | No        | 2 episodis |

### Vídeos musicals
| Any  | Cançó                         | Músic                     |
| ---- | ----------------------------- | ------------------------- |
| 1983 | "Red Red Wine"                | UB40                      |
| 1983 | "Relax"                       | Frankie Goes to Hollywood |
| 1984 | "Smalltown Boy"               | Bronski Beat              |
| 1985 | "Welcome to the Pleasuredome" | Frankie Goes to Hollywood |